# Fernando Valenti
Fernando Valenti (* 4. Dezember 1926 in New York City; † 6. September 1990 in Red Bank/New Jersey) war ein
US-amerikanischer Cembalist.

## Leben
Valenti studierte Klavier bei José Iturbi und dann an der Yale University Cembalo bei Ralph Kirkpatrick. Seit 1951 war er Professor für Cembalo an der Juilliard School of Music in New York. Außerdem unterrichtete er u. a. am Cleveland Institute und am California Institute of the Arts.
Berühmt wurde Valenti vor allem mit seiner Interpretation der virtuosen Cembalosonaten von Domenico Scarlatti. 1978 spielte er 100 dieser Sonaten an fünf aufeinanderfolgenden Abenden in der Carnegie Hall. Zu seinem Repertoire gehörten auch Kompositionen von Georg Friedrich Händel und Johann Sebastian Bach sowie von modernen Komponisten wie Elliott Carter, Arnold Schoenberg und George Gershwin.
In Konzerten trat Valenti unter Dirigenten wie Bruno Walter, Serge Koussevitsky, Fritz Reiner und Pablo Casals auf. Auf Schallplatte spielte er u. a. 330 Sonaten Scarlattis sowie Bachs Goldbergvariationen und seine Brandenburgischen Konzerte (mit Leopold Stokowski) ein. Außerdem veröffentlichte er zwei Bücher: The Harpsichord: A Dialogue for Beginners (1982) und A Performer’s Guide to the Keyboard Partitas of J.S. Bach (1990).